# Lịch sử Đông Nam Á

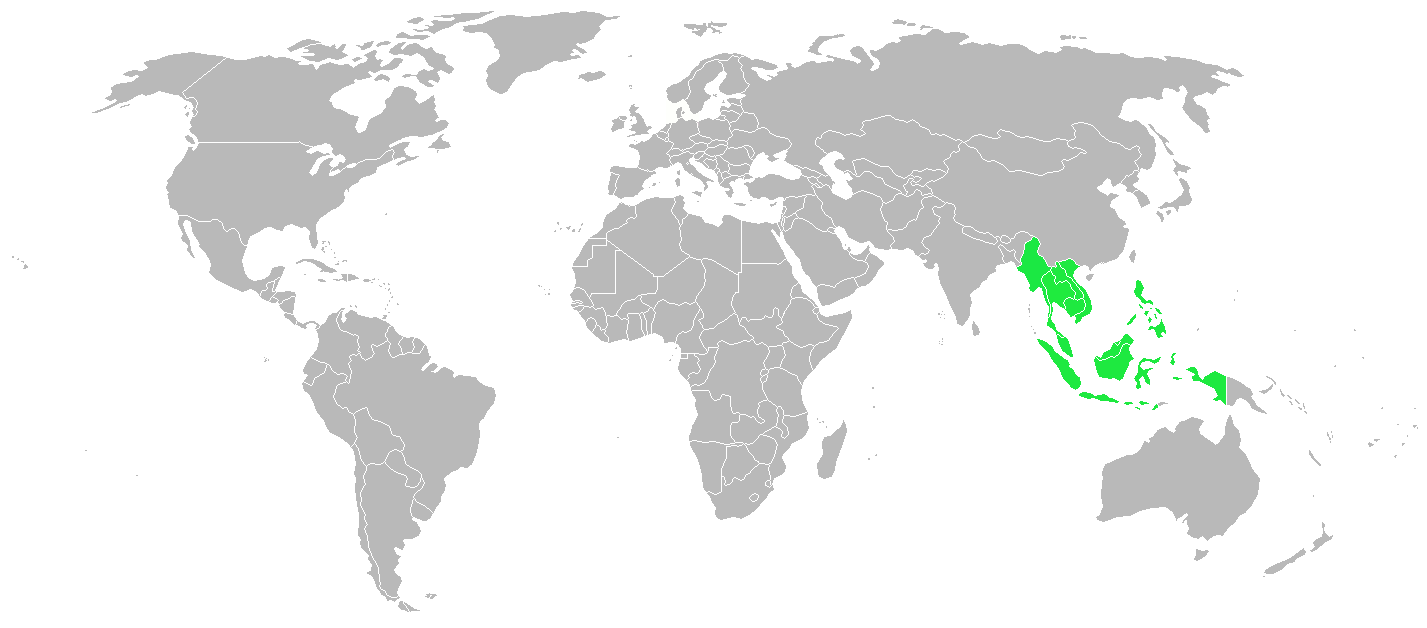
Vị trí Đông Nam Á trên bản đồ thế giới

## Tiền sử

### Các xã hội nông nghiệp đầu tiên
Nông nghiệp, một sự phát triển tự nhiên dựa trên nhu cầu. Trước khi có nông nghiệp, săn bắn hái lượm đủ cung cấp thức ăn. Gà và lợn đã được thuần hóa tại vùng này, hàng nghìn năm về trước. Vì có dư thừa lương thực nên con người có thể kiếm địa vị bằng cách đem phân phát lương thực trong các ngày lễ và ngày hội, nơi mọi người đều có thể ăn no nê. Những ông lớn đó, (tiếng Malaysia: orang kaya) sẽ phải làm việc trong nhiều năm, tích lũy lương thực (của cải) cần thiết để có thể tổ chức các buổi yến tiệc của các orang kaya. Các hành động hào phóng hay tử tế cá nhân được mọi người kể lại với nhau trong lịch sử truyền miệng của dân tộc họ, điều này làm cho các cá nhân chịu bỏ thực phẩm ra cung cấp trong những thời gian khó khăn. Các phong tục đó lan khắp Đông Nam Á, ví dụ, kéo dài đến tận đảo Papua. Kỹ thuật nông nghiệp được khai thác sau khi áp lực dân số tăng tới điểm đòi hỏi phải có sự trồng cấy tập trung có hệ thống để có đủ lương thực, là khoai mỡ (ở Papua) hay gạo (ở Indonesia). Các cánh đồng lúa rất thích hợp với thời tiết gió mùa của vùng Đông Nam Á. Các cánh đồng lúa Đông Nam Á đã tồn tại hàng nghìn năm, với bằng chứng về sự hiện diện của chúng cùng thời với sự xuất hiện của nông nghiệp ở những nơi khác trên thế giới.
Ví dụ như sự trồng trọt khoai mỡ ở Papua bao gồm đặt những củ khoai xuống đất đã được chuẩn bị trước, xếp các loại cây lá lên trên, đợi chúng phát triển, và thu hoạch. Các công đoạn này vẫn được những người phụ nữ ở những xã hội truyền thống vùng Đông Nam Á thực hiện cho tới ngày nay; đàn ông làm những công việc nặng như làm đất (cày, bừa...), hay làm hàng rào bao quanh ruộng để ngăn những con lợn vào phá hoại.

## Các vương quốc đầu tiên

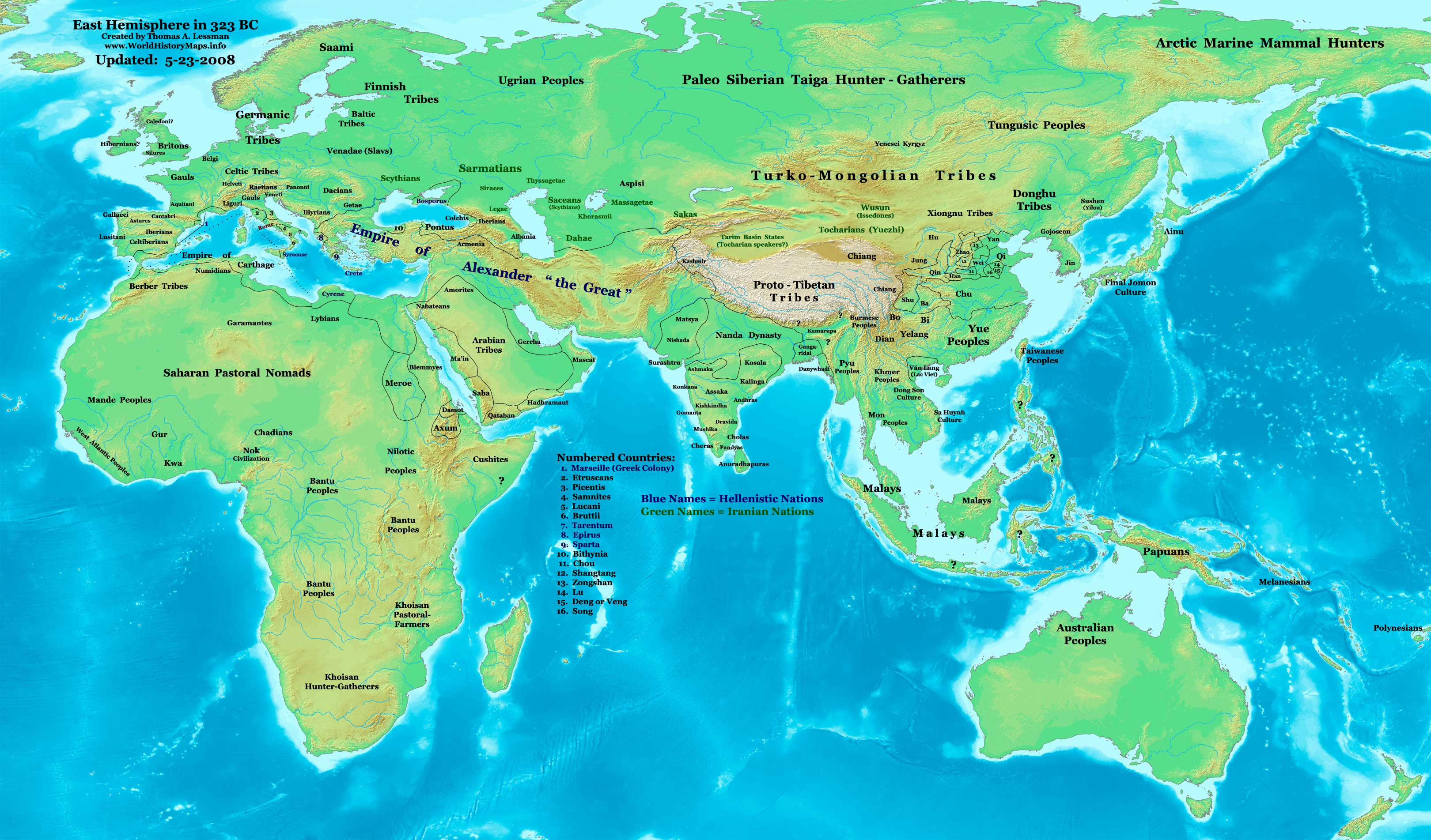
Văn Lang, quốc gia hình thành đầu tiên

Đông Nam Á đã có người cư trú từ thời tiền sử. Các cộng đồng trong vùng đã tiến hóa để hình thành các nền văn hóa phức tạp hơn với những ảnh hưởng ở mức độ khác nhau từ Ấn Độ và Trung Quốc.
Các vương quốc cổ có thể được chia thành hai nhóm khác biệt. Nhóm thứ nhất là các vương quốc trồng trọt. Các vương quốc trồng trọt coi nông nghiệp làm hoạt động kinh tế chính. Đa số các quốc gia trồng trọt nằm ở vùng lục địa Đông Nam Á. Ví dụ như Văn Lang, nằm ở đồng bằng sông Hồng. Kiểu thứ hai là các quốc gia gần biển dựa vào hoạt động thương mại hàng hải như Phù Nam nằm ở hạ lưu đồng bằng sông Mekong

### Văn Lang
Từ thế kỷ 29 TCN, tại khu vực ngày nay là miền Bắc Việt Nam đã hình thành vương quốc Văn Lang của tộc người Lạc Việt, và kế tiếp là vương quốc Âu Lạc vào giữa thế kỷ 3 TCN dựa vào sự kết hợp giữa tộc người Lạc Việt và tộc người Âu Việt, đây là hai nhà nước về nông nghiệp. Văn Lang được xem là nhà nước đầu tiên của Việt Nam ngày nay.

### Phù Nam
Vương quốc này nằm ở hạ lưu sông Mekong, trải dài trên vùng đất ngày nay là miền Nam Việt Nam, Campuchia và miền Nam Thái Lan. Đây là quốc gia của tộc người Nam Đảo hình thành từ thế kỷ 1, chịu ảnh hưởng của nền văn minh Ấn Độ, là một nhà nước mạnh về thương mại và hàng hải. Tới thế kỷ 7 Phù Nam suy yếu và bị nước Chân Lạp thôn tính.

### Chân Lạp
Người Khmer đã xây dựng nên nhà nước Chân Lạp vào khoảng thế kỷ 5 tại khu vực ngày nay là miền Nam nước Lào, ban đầu là một tiểu quốc chư hầu của Phù Nam, tới thế kỷ 7 họ đã phát triển hùng mạnh lên, đánh bại và thôn tính Phù Nam. Cũng như Văn Lang của người Việt, Chân Lạp được xem là nhà nước đầu tiên của người Khmer.

### Lâm Ấp
Năm 192, tại khu vực ngày nay là miền Trung Việt Nam, người Chăm đã thành lập nên nhà nước đầu tiên của họ mà sử sách Trung Hoa gọi là Lâm Ấp (Linyi), tiếp nối là vương quốc Champa chịu nhiều ảnh hưởng của văn minh Ấn Độ. Từ thế kỷ 10 đến thế kỷ 17, sau các cuộc Nam tiến của người Việt ở phía bắc họ đã hoàn toàn bị sáp nhập vào lãnh thổ của người Việt.

### Dvaravati
Thế kỷ 6, người Môn ở dọc lưu vực sông Menam miền nam Thái Lan ngày nay đã xây dựng nên nhà nước Dvaravati. Dvaravati được xem là một nước chư hầu của đế quốc Phù Nam. Đến thế kỷ 11 vương quốc này hoàn toàn sụp đổ.

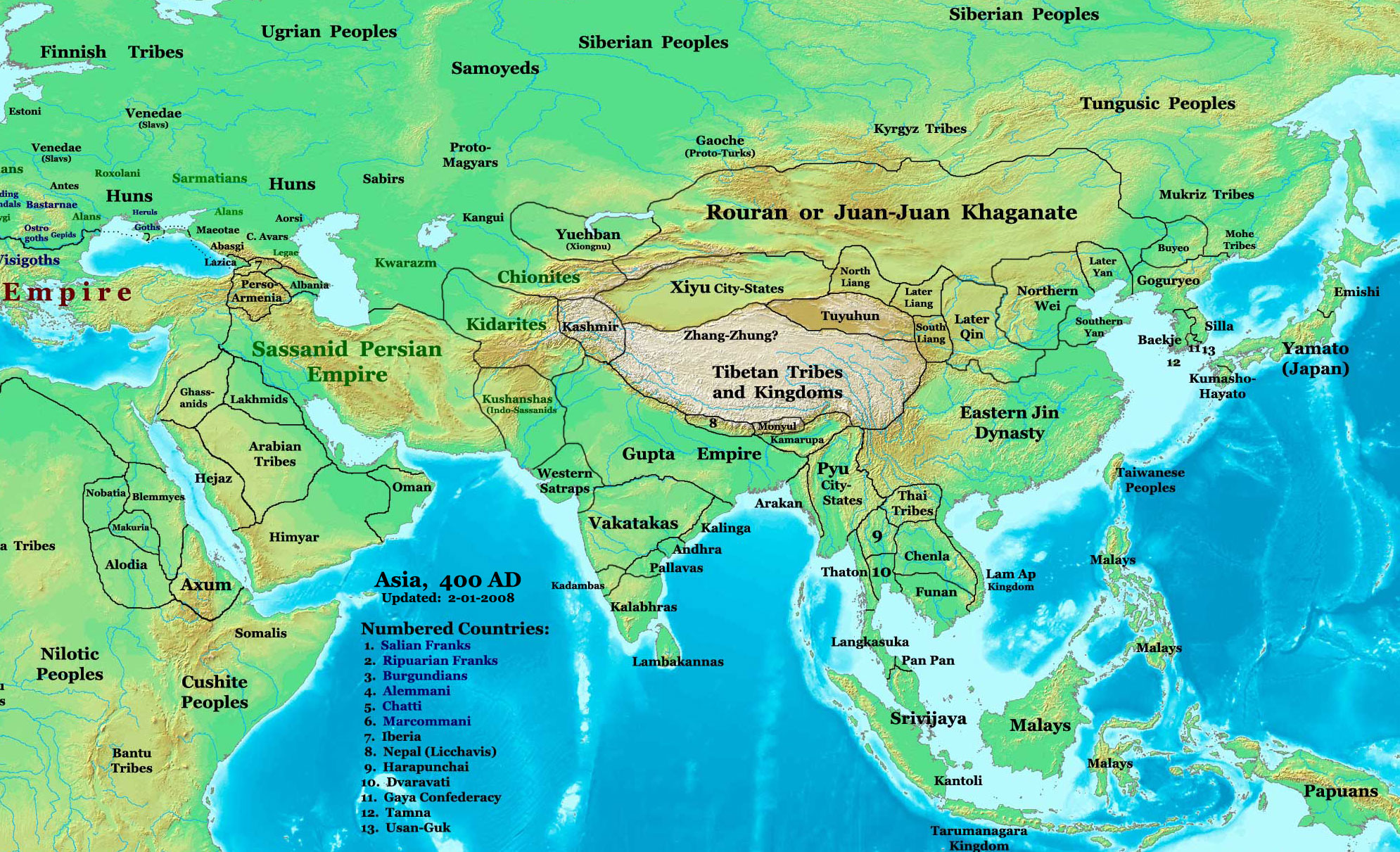
Các vương quốc ở Đông Nam Á vào thế kỷ 5

### Pyu
Từ thế kỷ 3, tại khu vực miền Trung Myanmar xuất hiện các thị quốc của người Pyu. Đây là các xứ theo Phật giáo Thượng tọa bộ. Pyu được xem là nhà nước đầu tiên của Myanmar ngày nay. Pyu tồn tại đến thế kỷ 9 thì bị vương quốc Pagan của người Miến nổi lên xâm chiếm.Nigger Nigger Nigger

### Pan Pan - Langkasuka - Malayu
Từ khoảng thế kỷ 2, người Nam Đảo ở bán đảo Mã Lai, đảo Sumatra đã xây dựng nên 3 nhà nước Panpan, Langkasuka và Malayu. Đây là các nhà nước tiền thân của đế chế Srivijaya sau này

### Sailendra
Vào thế kỷ 7, tại miền trung đảo Java thuộc Indonesia ngày nay hình thành nên nhà nước Phật giáo Sailendra, vua Sailendra đã cho xây dựng ngôi chùa Phật giáo nổi tiếng Borobudur vào năm 792. Sang thế kỷ 9 Sailendra suy yếu và bị nhà nước Sanjaya ở phía đông đảo Java thôn tính.

### Medang
Khoảng thế kỷ 9, tại miền đông đảo Java hình thành vương quốc Medang bởi vương triều Sanjaya chịu ảnh hưởng của đạo Hindu, Sanjaya đã thôn tính Sailendra và truyền bá đạo Hindu khắp đảo Java.

## Thời kỳ hình thành các quốc gia phong kiến Đông Nam Á

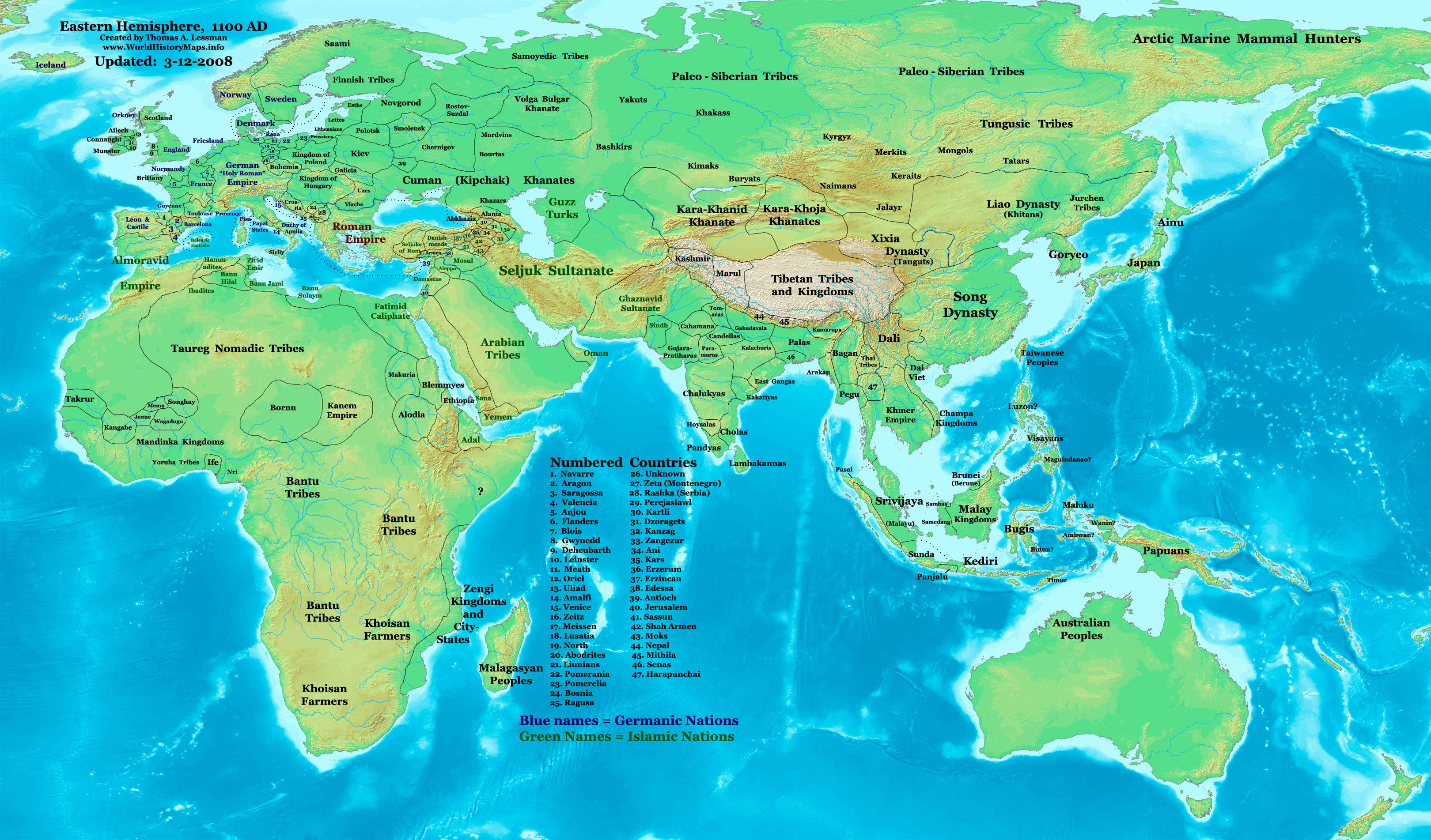
Các vương quốc ở Đông Nam Á vào thế kỷ 12

Sau một thời gian chuyển tiếp từ đầu công nguyên đến thế kỷ 1 là sự hình thành các quốc gia dân tộc và một số tiểu quốc, thì từ thế kỷ 10 đến thế kỷ 15 là thời kỳ phát triển nhất của các nước Đông Nam Á

### Đại Việt
Sau thời kỳ đồ đá trước Công Nguyên, các bộ lạc người Việt sống ở phía Nam sông Dương Tử ngày nay đã hình thành nhà nước với nhiều tên gọi như Văn Lang - Âu Lạc, người Việt với văn hóa của riêng mình như trồng trọt, săn bắn, đánh bắt cá và sống quần thể từ mức bộ lạc lên các nhà nước nhỏ và đã được biết đến tên gọi Bách Việt. Trải qua năm tháng xung đột với các triều đại sống ở phía bắc sông Dương Tử, lúc này đã bị xâm lược, người Hán tìm cách tiêu diệt (theo nhiều tài liệu có đến gần 99 bộ lạc Việt) rồi tiến tới đô hộ và cai trị hơn 10 thế kỉ . với phần còn lại, cho tới thế kỷ 10, hỗn hợp huyết thống Việt Hán, người Kinh của vương quốc của người việt nam cuối cùng đã giành được độc lập và xây dựng quốc gia tự chủ của mình, ban đầu với tên gọi là Đại Cồ Việt (năm 968) và sau đó là Đại Việt (năm 1054) đó chính là nhà nước với tên gọi Việt Nam ngày nay...
Vương quốc Đại Việt chịu nhiều ảnh hưởng nhất định của văn hóa Trung Hoa, tuy nhiên cũng có nhiều khác biệt trong phát triển đất nước như dựa vào phát triển nền nông nghiệp lúa nước làm chính và thủ công nghiệp, họ cũng tìm cách giao thương mở mang qua các lần thám hiểm khám phá đại dương tiếp giáp ở phía Đông. Sau nhiều thế kỷ bành trướng về phương nam, từ lãnh thổ ban đầu ở miền Bắc ngày nay họ đã chiếm và thuần phục hoàn toàn vương quốc lân cận là Champa ở miền Trung và miền Nam của vương quốc Khmer vào giữa thế kỷ 18.
So với các quốc gia ở Đông Nam Á, Đại Việt là quốc gia có nhiều cuộc chiến tranh với Trung Quốc nhất, họ có vị trí là cửa ngõ tiến vào Đông Nam Á của Trung Hoa nên các cuộc bành trướng của Trung Hoa thường khởi đầu ở miền Bắc Việt Nam. Từ thế kỷ 10-15, Đại Việt là một nhà nước mạnh về quân sự ở Đông Nam Á, họ đã chặn đứng tất cả các cuộc chiến tranh của các triều đại Trung Hoa phía Bắc và tồn tại như một quốc gia khác biệt với Trung Hoa.

### Champa
Tiếp nối vương quốc Lâm Ấp, vương quốc Champa được hình thành và kiểm soát miền Trung Việt Nam từ thế kỷ 7, Champa chịu các ảnh hưởng của văn hóa Ấn Độ, Trung Quốc và vương quốc Khmer. Champa phát triển mạnh từ thế kỷ 8 đến thể kỷ 10 với các công trình kiến trúc kỳ vỹ và độc đáo là hệ thống các đền tháp trải dài từ Quảng Nam đến Ninh Thuận còn tồn tại tới ngày nay.
Từ thế kỷ 11, trước sức mạnh của các triều đại Đại Việt họ đã từng bước bị mất lãnh thổ và tới cuối thế kỷ 17 Champa hoàn toàn bị sáp nhập vào lãnh thổ của Đại Việt

### Vương quốc Khmer
Sau thời kỳ Chân Lạp, người Khmer đã xây dựng nên một đế chế Khmer hùng mạnh từ đầu thế kỷ 9, phát triển cực thịnh vào thế kỷ 12, 13. Vào thời kỳ cực thịnh nhất của mình đế chế Khmer đã kiểm soát một vùng lãnh thổ rộng lớn bao gồm Campuchia, miền Nam Việt Nam, Lào, phần lớn Thái Lan ngày nay.
Vương quốc Khmer là một quốc gia Phật giáo nguyên thủy Therevada, trong thời kỳ cực thịnh các ông vua đã cho xây dựng các ngôi đền hùng vỹ mà nổi bật nhất là Angkor Wat
Vào đầu thế kỷ 14, vương quốc Khmer suy yếu dần do các yếu tố nội bộ cũng như sức ép từ bên ngoài như sự lớn mạnh của người Thái, người Thái đã thành lập các nhà nước ở miền Bắc và miền Đông của đế quốc, đẩy trung tâm của đế quốc chuyển về hạ lưu sông Mekong, họ mất một phần đất đai vào các nước Lào, Thái và Đại Việt.

### Pagan
Sau thời kỳ suy tàn của vương quốc Pyu, tới thế kỷ 9, người Miến Điện đã xây dựng nên vương quốc Pagan tại miền Trung Myanmar ngày nay. Pagan phát triển cực thịnh vào khoảng thế kỷ 11, chinh phục các tiểu quốc lân cận và mở rộng lãnh thổ gồm phần lớn Thái Lan, Lào ngày nay.
Cũng như phần lớn các quốc gia Đông Nam Á lục địa, Pagan là vương quốc chịu nhiều ảnh hưởng của Phật giáo tiểu thừa, các triều vua Pagan đã cho xây dựng các ngôi chùa tháp nổi tiếng.
Tới cuối thế kỷ 13, vương quốc Pagan dần bị suy yếu bởi phần lớn nguồn lực dùng để xây dựng hệ thống chùa tháp khắp đất nước cùng với sự nổi dậy của người Shan, Pagan sụp đổ hoàn toàn sau cuộc nam chinh của đế quốc Nguyên Mông, và bị chia ra làm 3 tiểu quốc của người Shan, người Môn và người Miến.

### Sukhothai - Thái Lan
Từ thế kỷ 13, trước sức ép của đế quốc Nguyên Mông, các bộ tộc Thái ở Vân Nam (thuộc Trung Quốc ngày nay) đã di cư về phương nam dọc theo các con sông Mekong, Chao Phraya. Khi đến đây họ gặp đế quốc Khmer đang kiểm soát khu vực này. Các bộ tộc Thái sống hai bên lưu vực các con sông và thành lập các nhà nước của họ.
Vương quốc đầu tiên của người Thái được biết đến là Sukhothai, được thành lập vào năm 1238 bởi Pho Khun Bang Klang Hao, một tù trưởng người Thái tại khu vực ngày nay là miền Bắc Thái Lan. Cùng thời với Sukhothai là vương quốc Lan Na được thành lập năm 1254 ở thành phố Chiang Mai ngày nay ở miền Bắc Thái Lan.
Vương quốc kế tiếp của người Thái là Ayutthaya được thành lập ở lưu vực sông Chao Phraya ở phía nam vào năm 1349 bởi Ramathibodi cũng là một tù trưởng người Thái. Dưới sự trị vì của các vua Ayutthaya, vương quốc này dần lớn mạnh và lần lượt thôn tính các Sukhothai, Lannathai vào lãnh thổ của mình. Vào thế kỷ 15, vương quốc Ayutthaya là nước mạnh ở Đông Nam Á, tấn công các láng giềng xung quanh để mở rộng lãnh thổ như vương quốc Khmer, Lan Xang ở phía đông và các tiểu quốc Mã Lai ở phía nam.

### Lan Xang
Khoảng thế kỷ 14, vùng đất Lào ngày nay vẫn nằm trong sự kiểm soát của vương quốc Khmer. Năm 1353, Phà Ngừm, cháu của một tù trưởng người Thái và là con rể của vua Khmer đã thành lập vương quốc Lan Xang tại khu vực ngày nay là thành phố Luong Prabang miền Bắc nước Lào. Lan Xang dần lớn mạnh và thu phục lãnh thổ của các bộ tộc lân cận, đồng thời tiến xuống phía nam sáp nhập một phần lãnh thổ của vương quốc Khmer mà lúc này đã dần suy yếu.
Vào thời cực thịnh của mình, Lan Xang đã kiểm soát một vùng lãnh thổ rộng lớn bao gồm nước Lào ngày nay và vùng đông bắc Thái lan. Lan Xang đã cùng với Ayutthaya, Miến Điện tranh giành ảnh hưởng ở vương quốc Chiang Mai cũng như gây chiến với Đại Việt ở phía đông. Sang thế kỷ 18, vương quốc Lan Xang bị suy yếu và chia làm 3 tiểu quốc là Luang Prabang ở phía Bắc, Viêng Chăn ở miền Trung và Champasak ở phía Nam.

### Malacca
Cuối thế kỷ 14, cuộc chiến giữa vương quốc Majapahit ở đảo Java và Srivijaya ở Sumatra đã dẫn tới việc thái tử Paramesvara đã chạy sang Tumasik (Singapore ngày nay) để lánh nạn, sau đó bị đánh bật khỏi đây và lánh sang định cư và lập nghiệp ở Malacca. Được những người Mã Lai từ Palembang qua mỗi ngày một đông, Malacca nhanh chóng trở thành một khu định cư lớn. Năm 1403, nhân một sứ giả nhà Minh đến đây, ông đã xin nhà Minh công nhận là một quốc gia và ủng hộ ông chống lại vương quốc Ayutthaya của người Thái ở phía bắc và được đồng ý.
Nhờ vào một vị trí thuận lợi để buôn bán và kiểm soát eo biển, Malacca ngày càng phát triển. Các thương nhân người Ả rập đã truyền bá đạo hồi đến đây, Malacca chính thức trở thành một vương quốc hồi giáo. Vào thời cực thịnh của mình, vương triều Malacca đã kiểm soát các vùng đất ở bán đảo Mã Lai và một phần phía đông đảo Sumatra. Năm 1511, Bồ Đào Nha đã chinh phục Malacca.

### Vương quốc Kediri
Kế thừa từ vương quốc Hindu giáo Mataram, vương triều Kediri đã thành lập vào năm 1049 và xây dựng kinh đô tại miền trung đảo Java, dựa vào nông nghiệp cũng như thương mại Sanjaya ngày càng hùng mạnh và tấn công vào vương quốc Srivijaya láng giềng ở Sumatra, hai thế kỷ kế tiếp diễn ra các cuộc tranh chấp lẻ tẻ giữa Srivijaya (ở đảo Sumatra) và (ở đảo Java). Tới năm 1205 hai nước đã ký hoà ước, phía tây đảo Java (gần với đảo Sumatra) thuộc Srivijaya còn miền trung và phía đông đảo Java thuộc quyền kiểm soát của Sanjaya.

### Majapahit
Năm 1293, quân Nguyên Mông đổ bộ tấn công vào Java, một người con rể của vua Kediri là Vijaya đã đánh bại quân xâm lược và thiết lập nên một triều đại mới là Majapahit. Vào thời cực thịnh của mình ở thế kỷ 14, Majapahit đã kiểm soát một vùng rộng lớn bao gồm đảo Java, đảo Borneo, đảo Bali và thậm chí một phần phía đông của đảo Sumatra. Sang cuối thế kỷ 15, cuộc tranh chấp trong hoàng cung đã làm Majapahit suy yếu, các tiểu quốc ở các đảo được tái thành lập.

### Srivijaya
Vào thế kỷ 9, sau khi bị vương triều Sanjaya đánh bại và lập ra vương quốc Mataram ở đảo Java, một người con thứ của vị vua Sailendra đang kiểm soát ở đảo Sumatra chống lại Mataram và thành lập nên vương triều Srivijaya. Được sự giúp đỡ của nhà Tống (Trung Quốc) cũng như vương quốc Chola (ở Ấn Độ), các vị vua Srivijaya đã chống lại được các cuộc tấn công của Sanjaya và thành lập nên nhà nước Srivijaya ở thế kỷ 10. Tới thế kỷ 11, Srivijaya đạt tới cực thịnh sau khi kiểm soát đảo Sumatra, phía đông đảo Java và bán đảo Malaysia, kiểm soát hoạt động thương mại qua eo biển Malacca.
Từ thế kỷ 13, quyền lực của Srivijaya dần bị suy yếu bởi một phần hoạt động thương mại chuyển về Java của Majapahit cùng với sự tấn công của người Xiêm xuống bán đảo Mã Lai và đặc biệt là sự trỗi dậy của Majapahit, Majapahit đã giành được đông Java và tấn công thủ đô Palembang ở Sumatra, tàn phá thành phố này vào năm 1392. Sang thế kỷ 15, vương quốc Malacca hình thành ở bán đảo Mã Lai lớn mạnh đã thay thế Srivijaya và kiểm soát phần lớn lãnh thổ của Srivijaya để lại

## Sự giao lưu về văn hoá, tôn giáo và thương mại
Một sự kế tiếp các truyền thống thương mại đã có ảnh hưởng thống trị với thương mại giữa Trung Quốc và Ấn Độ. Ban đầu, hàng hóa được chở bằng tàu qua Phù Nam tới eo đất Kra, được chuyển tiếp qua vùng đất hẹp, và sau đó lại chuyển lên tàu đến Ấn Độ và các điểm phía tây. Khoảng thế kỷ thứ sáu những nhà buôn bắt đầu đi thuyền tới Srivijaya nơi hàng hóa được chuyên chở trực tiếp bằng tàu. Những giới hạn về kỹ thuật và gió ngược làm cho những con tàu ở thời gian đó không thể đi trực tiếp từ Biển Ấn Độ tới Biển Đông. Kiểu hệ thống buôn bán thứ ba của thương mại trực tiếp giữa Ấn Độ và những vùng ven biển Trung Quốc.
Chúng ta còn biết rất ít về những đức tin tôn giáo và những hoạt động tôn giáo ở Đông Nam Á trước khi những nhà buôn Ấn Độ tới đó và những ảnh hưởng tôn giáo từ thế kỷ thứ hai TCN trở đi. Trước thế kỷ 13, Phật giáo và Ấn Độ giáo là những tôn giáo chính ở Đông Nam Á.
Quyền lực thống trị đầu tiên xuất hiện ở vùng quần đảo là Srivijaya ở Sumatra. Từ thế kỷ thứ năm, thủ đô Palembang, trở thành một cảng biển chính và hoạt động như một trung tâm xuất nhập khẩu trên Con đường gia vị giữa Ấn Độ và Trung Quốc. Srivijaya cũng là trung tâm nổi tiếng dạy dỗ và lan truyền ảnh hưởng Phật giáo của Vajrayana. Sự giàu có và tầm ảnh hưởng của Srivijaya giảm đi khi những thay đổi trong kỹ thuật hàng hải của thế kỷ thứ mười cho phép các thương nhân Ấn Độ và Trung Quốc chở hàng hoá bằng tàu trực tiếp từ nước nọ tới nước kia và cho phép quốc gia Chola ở phía nam Ấn Độ thực hiện nhiều vụ tấn công phá huỷ vào những cơ sở của Srivijaya, chấm dứt vai trò trung tâm xuất nhập khẩu của Palembang.
Những nhà buôn Hồi giáo bắt đầu tới Đông Nam Á vào thế kỷ mười hai. Pasai là quốc gia Hồi giáo đầu tiên. Srivijaya cuối cùng đã sụp đổ sau cuộc xung đột nội bộ. Vương quốc Hồi giáo Malacca, được lập nên bởi một hoàng tử Srivijayan nổi lên chiếm ưu thế dưới sự bảo trợ của người Trung Quốc và chiếm lấy vai trò của Srivijaya. Hồi giáo lan rộng ra khắp khu vực quần đảo vào thế kỷ 13 và thế kỷ 14 làm giảm tầm ảnh hưởng của Hindu giáo khi Malacca (sau khi thay đổi nhà cai trị) hoạt động như vùng trung tâm của Đạo Hồi trong vùng.
Các quốc gia Hồi giáo khác như Brunei ở Borneo và Sulu ở Philippines hiện nay có rất ít quan hệ với nhau.

## Trở thành thuộc địa của các nước châu Âu

Bản đồ Đông Nam Á do Jean-Baptiste Nolin vẽ năm 1687.

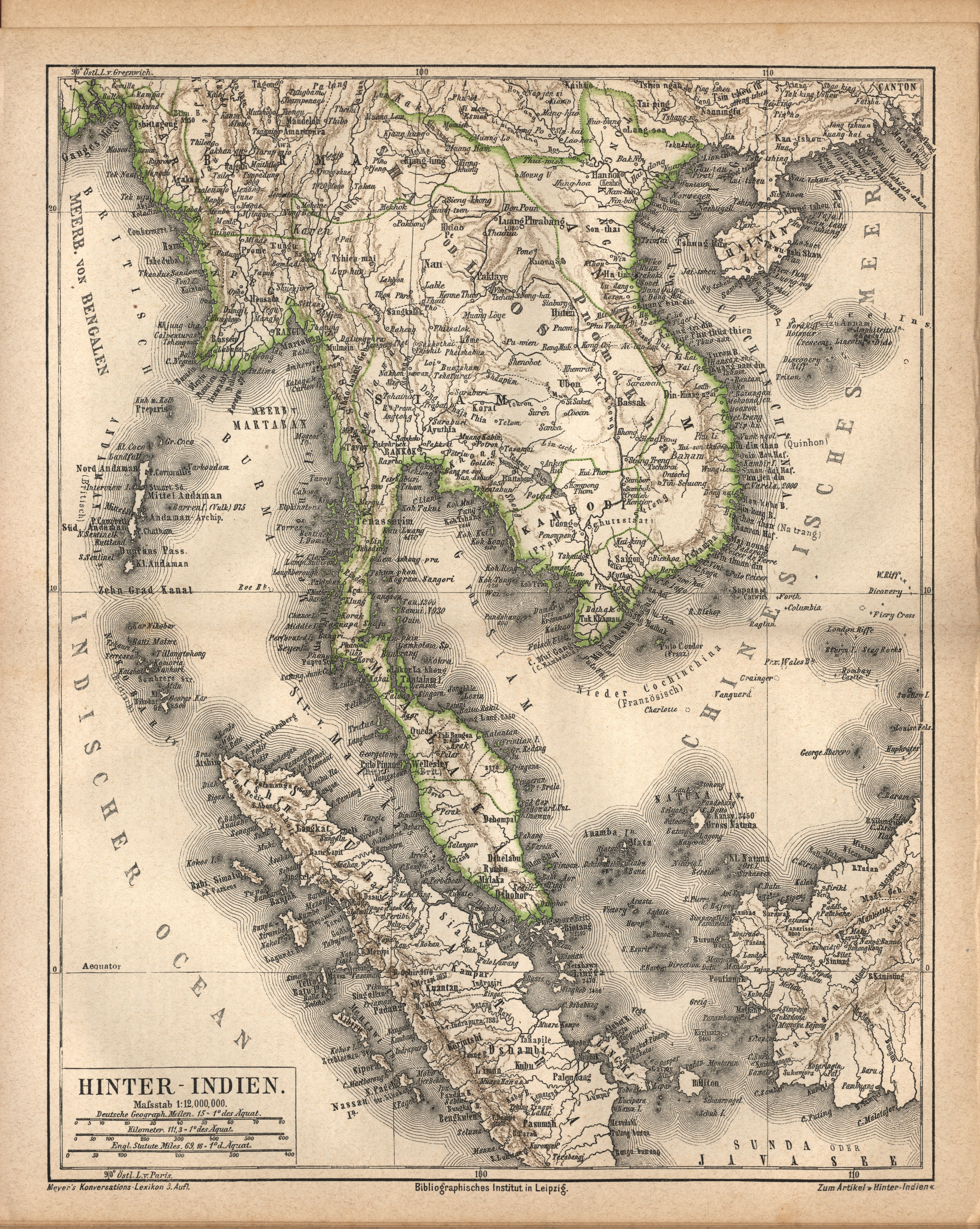
Bản đồ Đông Nam Á do Meyer vẽ năm 1876.

Người châu Âu lần đầu tiên đến Đông Nam Á vào thế kỷ 16. Chính mối lợi của thương mại là động cơ thúc đẩy họ tới đây trong khi các nhà truyền giáo bám theo các chuyến tàu và hy vọng truyền bá Thiên chúa giáo vào trong vùng.
Bồ Đào Nha là cường quốc châu Âu (hồi đó) đầu tiên thiết lập một cơ sở bám trụ vào con đường thương mại Đông Nam Á nhiều lợi nhuận này khi chinh phục Quốc gia Hồi giáo Malacca năm 1511. Người Hà Lan và Tây Ban Nha theo bước và nhanh chóng thế chỗ Bồ Đào Nha với tư cách là các cường quốc châu Âu trong vùng. Người Hà Lan chiếm Malacca từ tay người Bồ Đào Nha năm 1641 trong khi Tây Ban Nha bắt đầu thực dân hoá Philippines (được đặt tên theo Phillip II của Tây Ban Nha) từ thập kỷ 1560. Hoạt động thông qua Công ty Đông Ấn Hà Lan, người Hà Lan lập ra thành phố Batavia (hiện nay là Jakarta) để làm cơ sở thương mại và mở rộng ra những vùng khác của Java và những vùng lãnh thổ lân cận.
Anh Quốc, dưới hình thức Công ty Đông Ấn Anh, xuất hiện muộn ở khu vực này so với các nước kia. Khởi đầu từ Penang, người Anh bắt đầu mở rộng đế chế Đông Nam Á của họ. Họ cũng tạm thời chiếm lấy các vùng đất của người Hà Lan trong thời Các cuộc chiến tranh Napoleon. Năm 1819 Stamford Raffles lập ra Singapore làm cơ sở thương mại chính của người Anh để cạnh tranh với người Hà Lan. Tuy nhiên, đối thủ của họ cũng đã nguôi ngoai năm 1824 khi một hiệp ước Anh – Hà Lan đã phân ranh giới quyền lợi của họ ở Đông Nam Á. Từ thập kỷ 1850 trở đi, nhịp độ thực dân hoá được đẩy mạnh với tốc độ cao nhất.
Hiện tượng này được gọi là Chủ nghĩa thực dân cũ, với việc các cường quốc thuộc địa xâm chiếm hầu như toàn bộ lãnh thổ Đông Nam Á. Công ty Đông Ấn của Anh và Công ty Đông Ấn Hà Lan bị chính phủ của họ chia nhỏ ra, và chính phủ chiếm lấy quyền quản lý trực tiếp các thuộc địa. Chỉ còn Thái Lan là không bị nước ngoài quản lý, mặc dù, chính Thái Lan bị ảnh hưởng chính trị của các cường quốc phương Tây.
Tới năm 1913, người Anh đã chiếm các lãnh thổ Miến Điện, Malaya và Borneo, nước Pháp kiểm soát Đông Dương, Hà Lan cai trị Đông Ấn thuộc Hà Lan, Hoa Kỳ chinh phục Philippines từ tay người Tây Ban Nha và Bồ Đào Nha vẫn giữ được vùng Timor thuộc Bồ Đào Nha.
Sự quản lý thuộc địa có một ảnh hưởng sâu sắc với Đông Nam Á. Trong khi các cường quốc thuộc địa chiếm hầu hết các nguồn tài nguyên và thị trường rộng lớn của vùng này, thì chế độ thuộc địa cũng làm cho vùng phát triển với quy mô khác nhau. Nền kinh tế nông nghiệp thương mại, mỏ và xuất khẩu đã phát triển nhanh chóng trong giai đoạn này. Nhu cầu tăng cao về nhân công dẫn tới nhập cư hàng loạt, đặc biệt từ Raj thuộc Anh và Trung Quốc, dẫn tới sự thay đổi lớn về nhân khẩu học. Những định chế cho một quốc gia dân tộc kiểu một nhà nước quan liêu, các toà án, phương tiện truyền thông in ấn và ở tầm hẹp hơn là giáo dục hiện đại đã gieo những hạt giống đầu tiên cho các phong trào quốc gia ở những lãnh thổ thuộc địa.

## Các phong trào dân tộc đầu thế kỷ 20
Trong những năm giữa hai cuộc chiến, những phong trào quốc gia đó lớn mạnh và xung đột với các chính quyền thuộc địa khi họ yêu cầu tự quyết. Sự chiếm đóng của Nhật Bản trong Chiến tranh thế giới thứ hai là bước ngoặt quyết định cho các phong trào đó. Nhật Bản phá vỡ tính bí hiểm của sự siêu việt của người da trắng và đã kích thích các phong trào đó.
Với sự phục hồi của các phong trào quốc gia, người châu Âu đã đối mặt với một Đông Nam Á hoàn toàn khác sau cuộc chiến. Indonesia tuyên bố độc lập ngày 17 tháng 8 1945 và sau đó tiến hành một cuộc chiến ác liệt chống lại những người Hà Lan đang tìm cách quay trở lại. Người Philippines giành lại độc lập năm 1946. Miến Điện lấy lại độc lập từ tay người Anh năm 1948. Pháp bị hất cẳng khỏi Đông Dương năm 1954 sau một cuộc chiến đẫm máu với những người theo chủ nghĩa quốc gia ở Việt Nam. Liên hiệp quốc lúc ấy mới được thành lập đã đưa ra một diễn đàn cho cả những yêu cầu của những người theo chủ nghĩa quốc gia và cho cả những quốc gia mới yêu cầu độc lập.
Thời Chiến tranh Lạnh, việc chống lại mối đe doạ từ chủ nghĩa cộng sản là chủ đề chính của quá trình phi thực dân hóa. Sau khi đàn áp một cuộc nổi dậy trong thời gian Tình trạng khẩn cấp Malayan từ 1948 đến 1960, người Anh đã trao lại độc lập cho Malaya và sau đó là Singapore, Sabah và Sarawak năm 1957 và 1963 bên trong khuôn khổ Liên bang Malaysia.
Sự can thiệp của Hoa Kỳ chống lại các lực lượng cộng sản ở Đông Dương khiến Việt Nam, Lào và Campuchia phải trải qua một cuộc chiến lâu dài trên con đường giành lại độc lập.
Năm 1975, sự cai trị của người Bồ Đào Nha ở Đông Timor chấm dứt. Tuy nhiên, nó chỉ tồn tại độc lập một thời gian ngắn khi Indonesia sáp nhập nó vào lãnh thổ của họ. Cuối cùng. Anh Quốc chấm dứt sự bảo hộ của mình đối với Quốc gia Hồi giáo Brunei năm 1984, đánh dấu sự kết thúc của thời cai trị châu Âu trên vùng Đông Nam Á.

## Đông Nam Á hiện tại

Địa hình Đông Nam Á, từ quả cầu địa hình tại Bảo tàng lịch sử tự nhiên Field, Chicago, Illinois

Đông Nam Á hiện tại có 11 nước, hầu hết có tốc độ tăng trưởng kinh tế cao và có sự liên kết kinh tế trong khu vực Đông Nam Á. Indonesia, Malaysia, Philippines, Thái Lan và Singapore từ trước đã trải qua một giai đoạn phát triển kinh tế cao và thường được coi là những nước phát triển trong khu vực. Muộn hơn, nhưng Việt Nam cũng đang trải qua giai đoạn bùng nổ kinh tế. Myanmar, Campuchia, Lào và quốc gia mới giành độc lập là Đông Timor vẫn đang ở tình trạng trì trệ.
Ngày 8 tháng 8 năm 1967, Hiệp hội các quốc gia Đông Nam Á (ASEAN) được Thái Lan, Indonesia, Malaysia, Singapore, và Philippines thành lập. Từ khi Campuchia được chấp nhận vào hiệp hội năm 1999, Đông Timor là quốc gia duy nhất ở Đông Nam Á không ở trong khối ASEAN. Hiệp hội này có mục tiêu thúc đẩy hợp tác giữa các cộng đồng Đông Nam Á. Khu vực thương mại tự do ASEAN đã được thành lập nhằm đẩy mạnh hơn nữa thương mại bên trong các thành viên ASEAN. ASEAN cũng là một khối có triển vọng thành công trong việc hội nhập ở mức cao hơn nữa vào vùng châu Á - Thái Bình Dương thông qua Hội nghị thượng đỉnh Đông Á.